# S/2004 S 7
S/2004 S 7是土星的一颗天然卫星。发现时间是在2004年12月12日。发现者是斯科特·谢泼德、大衛·朱維特等人。S/2004 S 7 直径大约6千米，运行轨道距离土星大约 20,577 Mm，周期1101.989日，轨道与黄道角度为 166°（相对土星赤道170°），以离心率0.554绕土星逆行轨道运行。